# Yoshioka Yayoi
Det här är en artikel om en person med japanskt personnamn; Yoshioka är familjenamnet.
Yoshioka Yayoi  (吉岡彌生?  29 april 1871 - 22 maj 1959), även känd som Washiyama Yayoi, var en japansk läkare och kvinnorättsaktivist. Hon grundade Tokyo Medicinska Universitet för Kvinnor (東京女子医科大学?) år 1900, vilket var den första medicinska skolan för kvinnor i Japan.

## Biografi
Yoshioka föddes i vad som nu är Kakegawa, Shizuoka prefektur, där hennes far, som var läkare, förespråkade utbildning för barnen i byn. Hon växte upp under 1800-talet då kvinnlig utbildning betraktades som olämpligt men tog studenten från den medicinska skolan Saisei-Gakusha och mottog den 27:e läkarlicensen som tilldelats kvinnor i Japan. Eftersom hon insåg svårigheterna med denna karriär för kvinnor i Japan beslutade hon sig för att starta en egen medicinsk skola, ett mål hon skulle slutföra redan före 30 års ålder.
Utexaminerade studenter från Tokyo Medicinska Skola för Kvinnor (senare Tokyo Medicinska Universitet för Kvinnor) tilläts inte utöva sitt yrke förrän år 1912, när den japanska regeringen tillät kvinnor att skriva in sig i den nationella medicinska utbildningen. Fram till år 1930 hade nästan tusen kvinnor gått sin utbildning på Yoshiokas skola.
Yoshioka var politiskt aktiv under hela sitt vuxna liv. Tillsammans med flera kollegor förespråkade hon sexualundervisning. Under 1930-talet var hon aktiv i den japanska rörelsen för kvinnlig rösträtt samt en rörelse för ärliga röstningar. 1938 utsåg den japanska regeringen Yoshioka och tio andra kvinnliga ledare till "Beredskapsrådet för att förbättra nationens sätt att leva", ett led i mobiliseringen för kriget. Hon var en ledande gestalt i ett flertal olika krigstida patriotiska kvinnoföreningar och ungdomsföreningar och övergick igen till att förespråka utbildning av kvinnor.
Yoshioka mottog Dyrbara Kronans orden år 1955 och Heliga skattens orden postumt år 1959. Priset till Yoshiokas minne etablerades för att hedra Yoshiokas efterträdare. Japanska Medicinska Kvinnoföreningen har dessutom namngett sina två priser efter Yoshioka Yayoi och Ogino Ginko (den första kvinnan att bli licensierad läkare i Japan).

## Eftermäle
Yoshioka är avbildad på ett japanskt frimärke med valören 80 yen som släpptes den 20 september 2000, tillsammans med Naruse Jinzo och Tsuda Umeko.
Ett minnesmuseum tillägnat Yoshioka finns i födelseorten Kakegawa. 
Nedslagskratern Yoshioka på planeten Venus och asteroiden 6199 Yoshiokayayoi är uppkallad efter henne.